# Salangen
Salangen ist eine Kommune in Nordnorwegen in der Provinz (Fylke) Troms. Die Kommune hat 2116 Einwohner (Stand: 1. Januar 2025), der Verwaltungssitz ist Sjøvegan.

## Geografie
Salangen liegt im Süden der nordnorwegischen Provinz Troms. Die Gemeinde befindet sich an der Küste des gleichnamigen Fjords Salangen.
Durch die Kommune fließt der Fluss Salangselva. Die höchste Erhebung ist die Hjerttinden (samisch: Basečohkka) mit 1381 moh. an der Grenze zur Nachbargemeinde Sørreisa. Das Verwaltungszentrum Sjøvegan ist der einzige sogenannte Tettsted, also die einzige Ansiedlung, die für statistische Zwecke als eine städtische Siedlung gewertet wird. Zum 1. Januar 2024 lebten dort 794 Einwohner. Der Fylkesvei 851 sowie der Fylkesvei 84 binden Salangen an die Europastraße 6 (E6) an.

## Geschichte
Die Gemeinde Salangen wurde im Jahr 1871 gegründet, als sie von Ibestad ausgegliedert wurde. Im Jahr 1964 wurde Lavangen Teil der Kommune, im Jahr 1977 wurde das Gebiet wieder eigenständig. Die Einwohnerzahl war lange rückläufig, von 1946 bis 2018 sank sie um 23 Prozent. Ab etwa 2000 stabilisierte sich die Zahl allerdings und wuchs schließlich wieder leicht an.

## Wirtschaft
Zu den wichtigsten Einnahmequellen der Kommune gehören Dienstleistungsanbieter und die öffentliche Verwaltung. Im Jahr 2019 arbeiteten von 1005 Menschen 735 in Salangen selbst, danach folgten Bardu (46 Personen) und Tromsø (42).

## Name
Salangen hat weder Nynorsk noch Bokmål als offizielle Sprachform, sondern ist in dieser Frage neutral. Die Einwohner der Gemeinde werden Salangsværing genannt. Im Jahr 1567 wurde der Ort als „Sellanger“ erwähnt. Der Name der Kommune setzt sich aus „sel“ (deutsch: Seehund) und „angr“ (Bucht, Fjord) zusammen.

## Persönlichkeiten
- Nels Nelsen (1894–1943), kanadischer Skispringer
- Birger Vestermo (* 1930), Skilangläufer
- Petter Thomassen (1941–2003), Politiker
- Ivar B. Prestbakmo (* 1968), Politiker und ehemaliger Bürgermeister von Salangen